# El Faro (El Salvador)
El Faro es un periódico digital de El Salvador, fundado el 25 de abril de 1998, siendo así el primer periódico creado exclusivamente para internet en toda Latinoamérica, al carecer de edición impresa.
La primera publicación se realizó el 14 de mayo de 1998. El periódico nació bajo la consigna de ser "una línea editorial independiente que defiende la libertad de prensa y expresión, y promueve un análisis crítico de la realidad nacional y regional lo que le ha permitido mantener una postura editorial crítica frente a los diferentes gobiernos, tanto de derecha como de izquierda, que se han alternado durante la existencia del periódico". El Faro siempre "se ha mantenido fiel a la idea de que el periodismo es importante para el desarrollo de la democracia de un país, es por ello que el papel de este medio ha sido siempre brindar la información de manera transparente, sin ocultar nada".

## Historia
El Faro fue fundado por el periodista Carlos Dada, salvadoreño, y el empresario Jorge Simán, también salvadoreño, en el 25 de abril de 1998. Dada fue director editorial desde la fundación del periódico hasta septiembre de 2014, cuando el periodista español José Luis Sanz asumió el cargo hasta diciembre de 2020. Simán estuvo en la dirección de negocios hasta 2015.  
Dada y Simán fueron los únicos accionistas durante 17 años, hasta que en 2014 se incorporaron como accionistas los periodistas Sergio Arauz, Daniel Valencia, Óscar Martínez, Carlos Martínez, Ricardo Vaquerano y Élmer Menjívar.  
Primeros años
Al realizarse como un proyecto independiente, El Faro empezó sin ningún tipo de recursos como una idea que poco a poco se fue gestando. La idea inicial era ser un periódico impreso, pero debido al corto presupuesto tuvieron que optar por realizar su labor en internet. Nadie se iba imaginar en aquel momento que el mundo iba a evolucionar tanto, y que en la actualidad sean los medios tradicionales impresos los que tengan que adaptarse a lo digital. Por tales razones, El Faro se mantiene como un periódico totalmente digital.
Muchos de los que pertenecieron a la primera generación de periodistas de El Faro eran universitarios. El escritor Francisco Andrés Escobar recomendaba sus mejores estudiantes a Carlos Dada para que los tomara en cuenta, y así formaran parte del proyecto. Pasaron varios años reuniéndose cada lunes en una oficina que Jorge Simán (cofundador) les prestaba, de esta manera realizaron sus primeras publicaciones, y poco a poco se fueron presentando las oportunidades hasta que lograron establecerse como un periódico formal. Los más veteranos del periódico recuerdan los primeros años de El Faro como la “época mística”. 
Otros periodistas que participan o participaron en el proyecto son Ricardo Vaquerano (exjefe de Redacción), Sergio Arauz, Oscar Martínez, José Luis Sanz, la documentalista Marcela Zamora, Elmer Menjívar como encargado de la sección cultural, el periodista vasco-español Roberto Valencia, Gabriel Labrador, Efren Lemus, Óscar Luna, María Luz Nóchez, los fotoperiodistas Fred Ramos, Edu Ponces, Víctor Peña, Emely Navarro y Carlos Barrera. Al personal se suma un equipo de producción entre los que estuvieron Carla Ascencio y Mónica Campos como videoperiodistas, Andrea Burgos en el equipo de Diseño y Tecnología, una nueva área que sería coordinada por Daniel Reyes y que persistiría hacia el futuro como un equipo de dos personas a su cargo para diseñar y desarrollar materiales transmedia, este equipo también se encargaría de hacer infografías, videos animados y proyectos especiales. Además se unen también columnistas, blogueros y colaboradores, entre los que se encuentran intelectuales, artistas, académicos, así como muchos jóvenes y experimentados. 
Una de las investigaciones más destacadas para El Faro fue “Así Matamos a monseñor Romero”, realizada en 2010. Consistió en una entrevista realizada por Carlos Dada al capitán Álvaro Saravia, miembro de la Fuerza Armada de El Salvador durante la guerra civil de El Salvador, en la que se revelan datos sobre el asesinato de Óscar Arnulfo Romero en el año 1980. Esta publicación significó el reconocimiento internacional para el periódico, pues se popularizó mucho en aquel momento de tal manera que le dio la vuelta al mundo.  
Otra de las investigaciones realizadas por El Faro, y que, logró hacer mucho ruido fue "El Cártel de Texis", en 2011. Una organización conformada por Adolfo Tórrez (exdirigente de ARENA) y Roberto Silva Pereira (exdiputado del PCN) en alianza con diputados, policías, alcaldes y pandilleros de la zona noroccidental de El Salvador, operaban en El Caminito, el atajo que El Salvador aporta al tráfico internacional de drogas suramericanas que viajan rumbo a Los Estados Unidos. La noticia significó un punto de quiebre en la historia del periódico, ya que, de la mano con esta investigación llegaría el Caso de Adolfo Tórrez, que a raíz del audio de una llamada entre Tórrez y Silva Pereira, publicado por El Faro, Adolfo Tórrez se quita la vida.  

## Proyectos especiales
Desde 2010, El Faro organiza el Foro Centroamericano de Periodismo, proyecto que ha recibido el auspicio de Open Society Foundations (OSI), Catholic Organisation for Relief and Development Aid (Cordaid), Programa de las Naciones Unidas para el Desarrollo (PNUD) y Agencia Española de Cooperación Internacional para el Desarrollo (AECID), entre otros.
El Faro fue el medio que la organización Wikileaks escogió para entregar en exclusiva los cables sobre El Salvador, Honduras y parte de Guatemala. Las entregas pueden leerse en el camino. Con este proyecto, El Faro, descubrió para el mundo la crisis humanitaria que viven los migrantes centroamericanos en territorio mexicano. Durante más de un año (de octubre de 2008 a diciembre de 2009), el equipo compuesto por el cronista Óscar Martínez, de El Faro, la directora salvadoreña Andrea Carpio, la documentalista israelí Keren Shayo y los fotógrafos españoles Edu Ponces y Toni Arnau y el argentino Eduardo Soteras, del colectivo Ruido Photo, recorrieron los caminos del indocumentado en México como parte de “En el camino”. Las crónicas,  fotoreportajes y un documental fue el producto de este proyecto, que aparte de aparecer en El Faro, los libros fueron coeditados con editoriales españolas (Icaria y Blume) y el documental fue post producido durante ocho meses entre México y la Escuela Internacional de Cine y Televisión de San Antonio de Los Baños, Cuba. Con el auspicio de The Open Society Foundations (OSI) y la colaboración de Ruido Photo.
Sala Negra fue un espacio de periodismo especializado que aborda por primera vez en la región centroamericana la seguridad pública y la violencia bajo el enfoque del fenómeno del crimen organizado y el narcotráfico. El aporte de este proyecto está siendo retomado por medios regionales como El Periódico, de Guatemala; El Confidencial y Revista Brújula, de Nicaragua. En Suramérica, Revista Marcapasos, de Venezuela y Cronópios, de Colombia, han reproducido estos materiales, así como la revista española Frontera D. Con el auspicio de The Open Society Foundations (OSI) y Catholic Organisation for Relief and Development Aid (Cordaid); y la participación de Ruido Photo.

### Producción audiovisual
- María en tierra de nadie, documental (2011) dir. Marcela Zamora
- El cuarto de los huesos, documental (2015) dir. Marcela Zamora
- Los Ofendidos, documental (2016) dir. Marcela Zamora[15]
- Imperdonable, documental (2020) dir. Marlén Viñayo

### Producción editorial
- En el camino (2010), reportajes fotográfico de Edu Ponces, Toni Arnau y Eduard Soteras
- Los migrantes que no importan (2010), autor Óscar Martínez[16]
- Crónicas Negras (2013), selección de publicaciones, varios autores. Ed. Penguin Random House[17]
- Carta desde Zacatraz (2018), autor Roberto Valencia, Ed. Libros del K.O.[18]

## Reconocimientos
En 2011, Carlos Dada obtuvo el Premio María Moors-Cabot, de la Universidad de Columbia. Otros reconocimientos que han recibido son el Premio Ortega y Gasset de Periodismo 2011, en la categoría de Periodismo digital, para el cronista Carlos Martínez y el fotoperiodista Bernat Camps. En el año 2013, el trabajo Sala Negra, publicado en El Faro, fue finalista en la primera edición del Premio Gabriel García Márquez de Periodismo en la categoría Innovación. También ha recibido el Premio FNPI, la Fundación Gabriel García Márquez para el Nuevo Periodismo Iberoamericano (FNPI) anunció que El Faro había ganado el Reconocimiento a la excelencia del Premio Gabo 2016. La FNPI encomendó a César Castro, el primer jefe de redacción de este periódico, escribir un perfil que recogiera la historia de El Faro desde la voz de sus protagonistas. El Faro en alianza con Univisión reciben el martes 30 de abril de 2019 en Madrid el Premio Internacional de Periodismo Rey de España, uno de los más prestigiosos en el ámbito iberoamericano. El galardón reconoce la cobertura conjunta que ambos medios hicieron sobre la crisis migratoria centroamericana, cristalizada en el especial ‘De migrantes a refugiados’, publicado en octubre de 2017.
El Faro recibió el Premio Latinoamericano de Periodismo de Investigación COLPIN, por una investigación titulada: "Por qué queda impune el 90% de las violaciones a menores", realizada por María Luz Nóchez y Laura Aguirre. Además, El Faro ha conseguido un tercer lugar en el Festival Internacional de Publicidad Cannes Lions, gracias a la campaña Excavación ciudadana.
También figuran los reconocimientos de Periodista del Año, de la Asociación de Periodistas de El Salvador (APES), para Carlos Martínez, Daniel Valencia y Rodrigo Baires.e incluir año, además[cita requerida]
En 2023, nuevamente ganó un Ortega y Gasset, en mejor historia o investigación periodística, por Una familia que no debe nada huye del Régimen de Excepción, de Julia Gavarrete.

## Denuncias y amenazas
El Faro interpuso una denuncia ante la Comisión Interamericana de Derechos Humanos (CIDH) por el bloqueo a las conferencias de prensa y otras acciones en contra de la libertad de expresión de parte del presidente de El Salvador Nayib Bukele y algunos miembros de su gabinete. Uno de los primeros actos de censura ocurrió en septiembre de 2019. La dinámica de estigmatización y conflicto con los medios de comunicación independientes se intensificó en 2020 en el contexto de la pandemia de Covid19, contra otros medios como Revista Factum y Revista Gatoencerrado.  El 30 de septiembre de 2020, los representantes legales de El Faro procedieron a denunciar las mismas ante la Fiscalía y solicitaron que se ejerza acción penal por la posible comisión del delito de apología, incitación pública de terrorismo, entre otros delitos. En febrero de 2021, la CIDH otorgó medidas cautelares a 34 miembros de El Faro por "la situación de gravedad y urgencia de riesgo de daño irreparable a sus derechos", ya que han sido blanco de "hostigamiento, amenazas e intimidaciones" por sus actividades periodísticas.

## Las intervenciones con Pegasus
Entre junio de 2020 y noviembre de 2021 los teléfonos de veintidós miembros de El Faro fueron intervenidos con el software espía Pegasus. Según la empresa (NSO Group), su software es vendido "solo a agencias de inteligencia legítimas y vetadas, así como a agencias de aplicación de la ley, que utilizan estos sistemas bajo órdenes del sistema judicial local".
En una investigación publicada en El Faro en enero de 2021 realizada por Julia Gavarrete, Daniel Reyes y Óscar Martínez y que duró tres meses, los teléfonos (Apple iPhone) de todos los miembros de El Faro fueron examinados en diferentes etapas bajo un riguroso proceso de la mano con Citizen Lab, un laboratorio especializado en ciberseguridad de la Universidad de Toronto, y en el que participó Access Now, organización que vela por la protección de los derechos digitales. La conclusión técnica, confirmada en un proceso de validación de pares por Amnistía Internacional, fue contundente: los teléfonos de 22 personas que laboran en el medio fueron intervenidos con el software espía Pegasus de la compañía israelí NSO Group. Desde jefaturas editoriales, periodistas, miembros de Junta Directiva y personal administrativo, permanecieron, en su mayoría, bajo constante vigilancia entre al menos el 29 de junio de 2020 y el 23 de noviembre de 2021. En total, ocurrieron 226 intervenciones, donde además se confirmó evidencia de un operador que estuvo ejecutando el software Pegasus desde territorio salvadoreño.